# Xã Waterford, Michigan
Xã Waterford (tiếng Anh: Waterford Township) là một xã thuộc quận Oakland, tiểu bang Michigan, Hoa Kỳ. Năm 2010, dân số của xã này là 71.707 người.